# Rivière Saint-André
Pour les articles homonymes, voir Saint-André.
La rivière Saint-André est un affluent de la rivière Filkars dont le courant se déverse successivement dans la rivière Beaurivage, la rive ouest de la rivière Chaudière et la rive sud du fleuve Saint-Laurent. Elle coule dans les municipalités de Saint-Sylvestre et de Sainte-Agathe-de-Lotbinière, dans la municipalité régionale de comté (MRC) de Lotbinière, dans la région administrative de Chaudière-Appalaches, au Québec, au Canada.

## Géographie
Les principaux bassins versants voisins de la rivière Saint-André sont :
- côté nord : rivière Fourchette, rivière Filkars, rivière Beaurivage ;
- côté est : rivière Beaurivage, rivière Nadeau, rivière Lessard, rivière Vallée, rivière Chaudière ;
- côté sud : rivière Filkars, rivière Palmer, rivière Palmer Est ;
- côté ouest : rivière Armagh, rivière Saint-Georges, rivière du Chêne, rivière Henri.

La rivière Saint-André prend sa source dans la municipalité de Saint-Sylvestre, à 0,6 km à l'est du centre du village. Cette zone de tête est située au sud de la route 216, au nord du Mont Handkerchief et au sud du village de Saint-Patrice-de-Beaurivage.
À partir de sa source, la rivière Saint-André coule sur 12,5 km répartis selon les segments suivants :
- 0,4 km vers le nord-est, jusqu'à la route 216 qu'elle traverse à 0,8 km au nord-est du village de Saint-Sylvestre ;
- 2,4 km vers le nord-est, puis vers l'ouest, jusqu'à la route du Moulin qu'elle traverse à 1,3 km au nord-du centre du village de Saint-Sylvestre ;
- 3,2 km vers le sud-ouest, dans Saint-Sylvestre, jusqu'à la confluence d'un ruisseau (venant de l'ouest) ;
- 1,4 km vers le nord-ouest, jusqu'à la route 269 ;
- 4,4 km vers le nord-ouest, jusqu'à la limite de Sainte-Agathe-de-Lotbinière qu'elle longe sur 300 m ;
- 0,7 km vers le nord-est, jusqu'à sa confluence.

La rivière Saint-André se déverse sur la rive sud de la rivière Filkars dans la partie Est du territoire de Sainte-Agathe-de-Lotbinière. Cette confluence est située à 2,7 km en amont de la confluence de la rivière Filkars.

## Toponymie
Le toponyme "rivière Saint-André" a été officialisé le 5 décembre 1968 à la Commission de toponymie du Québec.